# Helius tantalus
Helius tantalus är en tvåvingeart som beskrevs av Alexander 1967. Helius tantalus ingår i släktet Helius och familjen småharkrankar. Inga underarter finns listade i Catalogue of Life.